# Burnt Mound

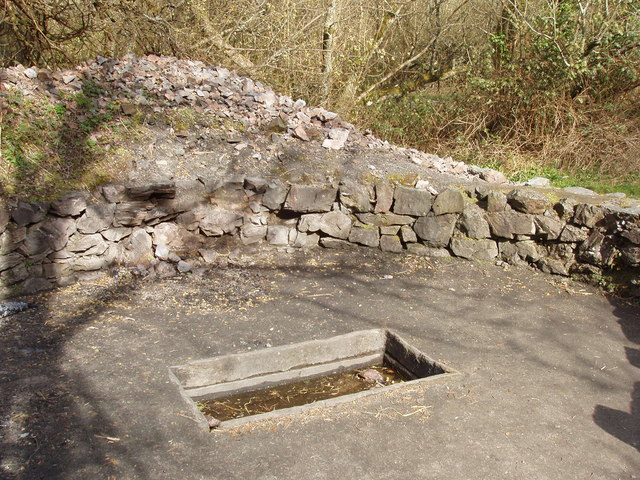
Rekonstruktion

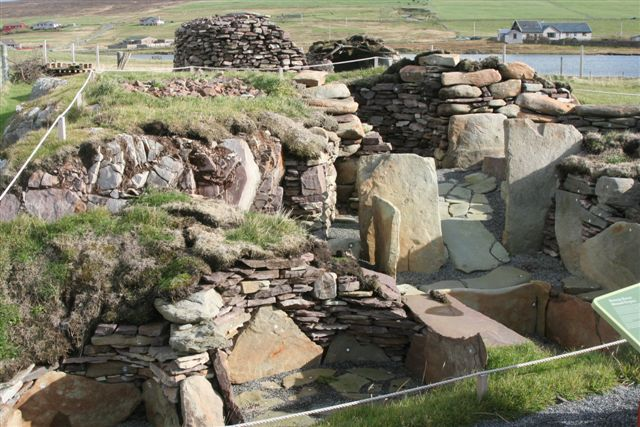
Burnt mound von Cruester auf Bressay

Burnt Mound (engl. für verbrannter Hügel, auch deer roast – Hirschbräter genannt, in Irland: ancient cooking place oder irisch fulacht fia bzw. fulacht fiann) bezeichnet auf den Britischen Inseln, einschließlich der 200 auf Orkney (Hawell, Meur, Liddle Burnt Mound) und den Shetlandinseln (Ness of Sound, Bressay), eine besondere Art von Fundplätzen aus der Bronzezeit. Besonders viele sind aus Irland (Ballyvourney Burnt Mound) und einige aus Skandinavien (dort Skärvstenshögar genannt) bekannt. 1990 wurden die ersten Ergebnisse über bronzezeitliche Burnt mounds an den Küsten Schwedens veröffentlicht. Die Strukturen werden normalerweise einzeln gefunden, aber es gibt auch Gruppen von zwei bis sechs, die nur etwa 5,0 m voneinander entfernt sind. 

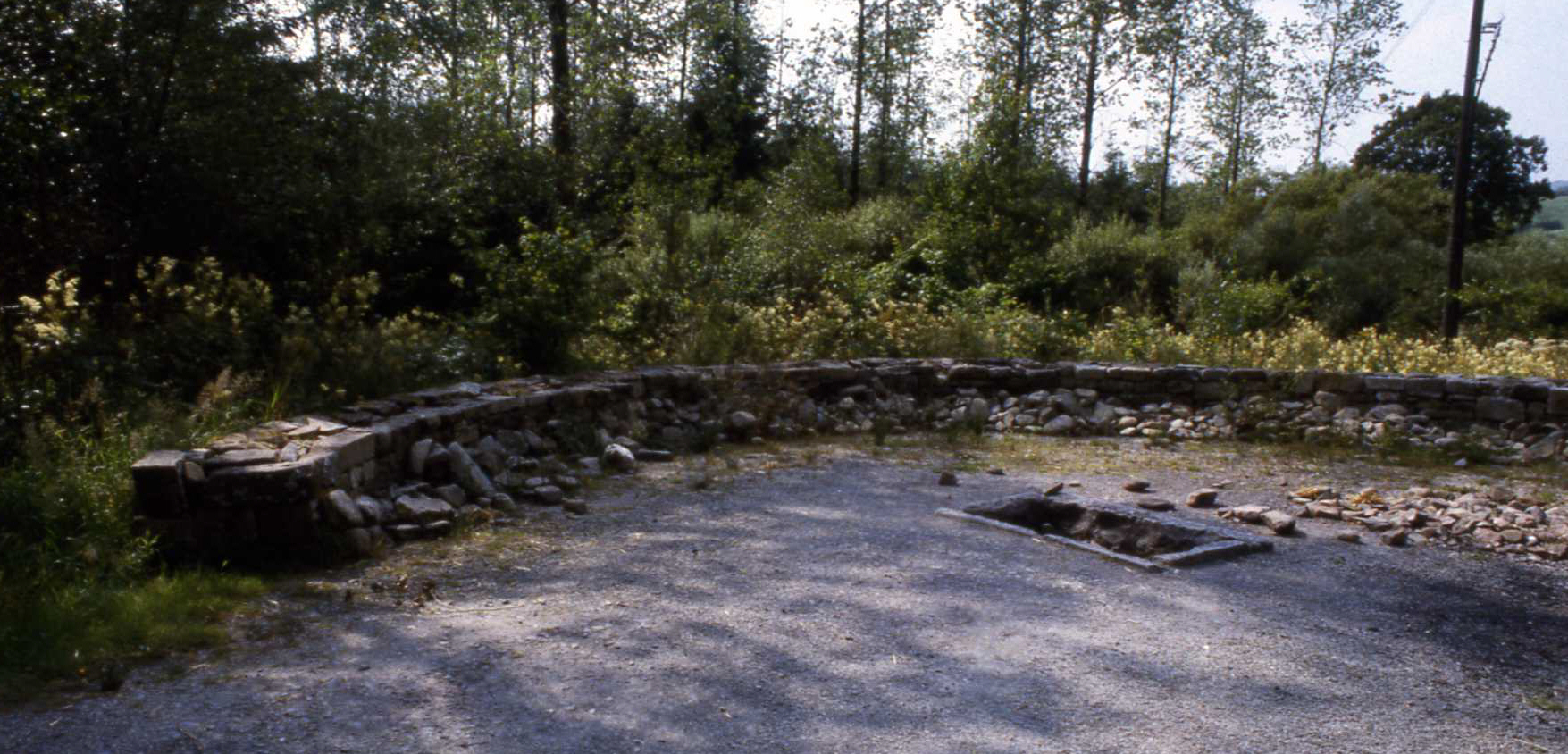
Rekonstruktion im Ulster History Park

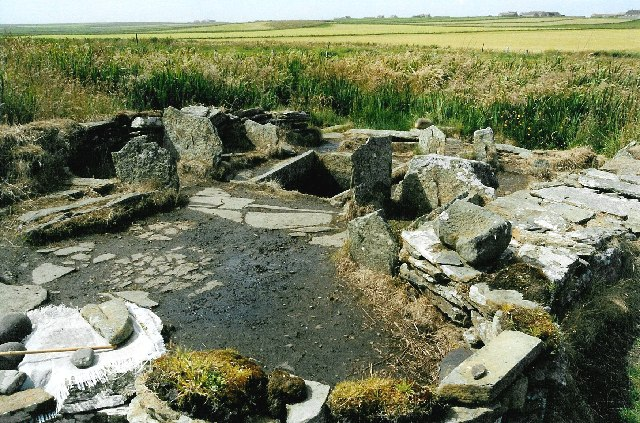
Liddle auf Orkney

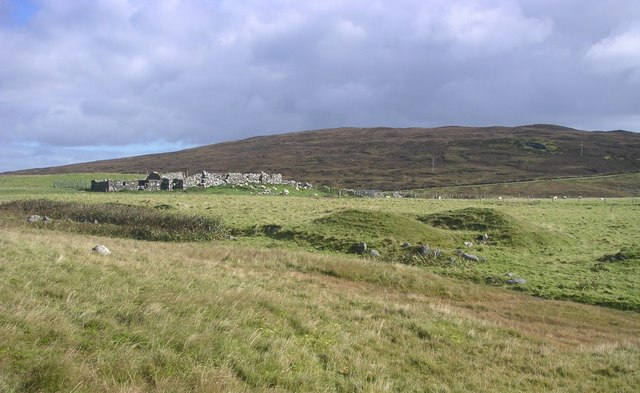
Vatster Burnt Mound - Shetland

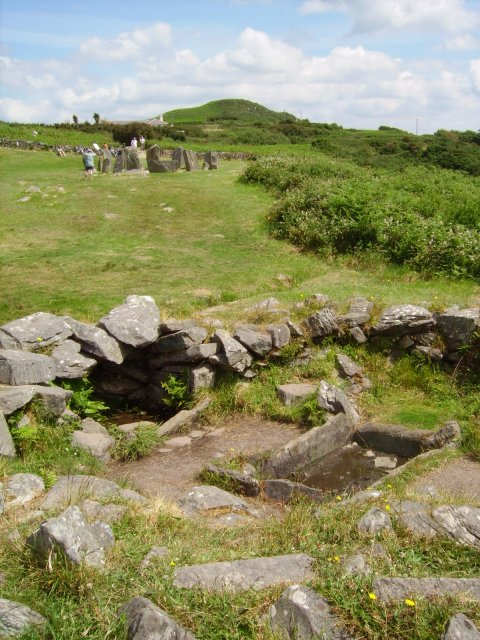
Fulacht Fia von Drombeg

Die ersten Anlagen wurden von der Archäologie bei Grabungen um Ballyvourney im County Cork und im benachbarten Killeen erkannt. Typisch ist ein 1,8 m langer und im Mittel 1,0 m breiter rechteckiger oder trapezförmiger Trog. Im südwestlichen Teil lag ein durch aufrecht gestellte Steinplatten gefasster Herd, am anderen Ende befand sich ein sekundärer Herd. Im Nordosten lag eine steingefasste Grube von zwei Metern Länge, die sich in der Breite einseitig zum vorderen Ende hin von 1,8 m auf 0,8 m verjüngte. Sie wurde als Backofen oder Bratgrube identifiziert. Eine eventuell nicht gleichzeitige, durch Pfostenlöcher rekonstruierbare unregelmäßige Hütte enthielt Spuren, die als „Blöcke des Fleischers“ bekannt wurden. Manchmal waren „logboote“ (Einbäume) Teil solcher Kochstellen, wie in Teeronea, County Clare und Derrybrusks, County Fermanagh. Kochstellen sind sehr verbreitet, wenn man Plätze wie Ballycroghan, County Down einschließt. In seltenen Fällen beinhalten Brandhügel dauerhafte Strukturen. Cruester ist einer der wenigen ausgegrabenen Plätze. Viele andere wurden auch auf den Shetlands entdeckt. Auf Orkney und den Äußeren Hebriden wurden nur einzelne Exemplare gefunden. Sehr wenige wurden ausgegraben.

## Deutung
Sie werden als Reste von Brauereien, Kochstellen, Textilproduktionsstätten oder Saunen interpretiert. Allerdings ist die abseitige Lage und das Außer-Nutzung-Gehen dieser Plätze nach der Bronzezeit nicht erklärbar. Ungefähr 1600 Brandhügel sind in den Nationalen Denkmallisten Schottlands verzeichnet. Für Irland rechnet Anne-Marie Denvir mit 20.000 solcher Plätze. Im County Cork allein sind mehr als 2000 verzeichnet. Anders Kaliff hat Parallelen zu uraltem Feuerkult gezogen und vorgeschlagen, dass die Plätze als Altar (Opferplätze) angesehen werden sollten.

## Abgrenzung
In Skandinavien und Norddeutschland sind die im Jahre 1906 (durch Wilhelm Deecke) erstmals erkannten Gargruben (dän. Kokegroper, schwed. Kokgropar med Skärvsten, engl. Pit Alignments) ebenfalls ein Phänomen der jüngeren Bronze- und der Eisenzeit. Die neuere Forschung bezeichnet derartige Fundstellen als Kultfeuer- oder Feuerstellenplätze. Sie sind oft viel kleiner als Burnt Mounds und zeigen oberirdisch keinerlei baulichen Merkmale, liegen aber ebenfalls abseits von Siedlungen. Burnt Mounds gibt es außerhalb der Britischen Inseln nur in Schweden, auch auf Gotland, Öland und auf den Åland-Inseln. Sie haben allerdings nicht die typischen Formen der Hügel auf den Britischen Inseln. Skärvstenshögar findet sich in Siedlungen und sind ein wichtiges Indiz bei der Suche nach Bauernhöfen in Ackerland. Warum während der jüngeren Bronzezeit Branghügel entstehen, ist unklar. Anders Kaliff hat vorgeschlagen, dass die Höhen als Altar angesehen werden sollten.

## Aussehen
Normalerweise bestehen Burnt Mounds aus einem hufeisenförmigen Wall von feuergerötetem Bruchstein, der mit Holzkohle und Erde vermischt ist. In Irland sind es mitunter auch als kiefer- oder halbmondförmig beschriebene, niedrige Steinmauern. Ihre lichte Weite liegt zwischen drei und 20 m. Ähnliche Strukturen wurden im Nordosten Irlands unter erst neuzeitlich vom Sturm umgelagerten Dünen entdeckt. Diese dort Coastal Dwelling Sites (Küsten-Wohnplätze) genannten Plätze  sollen vom Neolithikum bis zum Frühmittelalter in Benutzung gewesen sein.
Im Zentrum des Steinwalles liegen meist rechteckige Tröge aus Holz oder Steinplatten. Obwohl sie sich in Größe und Form unterscheiden können, haben die meisten einen etwa rechteckigen Grundriss und sind durchschnittlich 1,5 m lang, 1,2 m breit und 60 cm tief. Die meisten ausgegrabenen Tröge sind nicht ausgekleidet, aber etwa 30 Prozent sind mit Ton-, Holz- oder Steinplatten ausgekleidet. Man bringt die stets in der Nähe einer Quelle liegenden Strukturen mit Kochvorgängen in Verbindung, bei denen erhitzte, in den Wassertrog geworfene Steine das Fleisch gegart haben sollen. Aber auch die Erwärmung von Badewasser und die Nutzung als Sauna wurden bereits ins Gespräch gebracht.

## Forschung
Die Stellen wurden zuerst von Geoffrey Keating (ca. 1634) in seiner Geschichte Irlands Foras Feasa ar Éirinn erwähnt. Er beschreibt sie als Plätze, die von der Fianna bei ihren Jagden während der Sommermonate zu den Festen von Beltane (Mai) bis Samhain (November) für das Kochen von Fleisch benutzt wurden. Die ersten Anlagen wurden von der Archäologie bei Grabungen um Ballyvourney im County Cork und im benachbarten Killeen erkannt.

### Beispiel Clare Island
Die bei weitem zahlreichsten prähistorischen Monumente auf der kleinen Insel Clare Island im County Mayo sind die Fulachta fiadh oder Brandhügel. Ansonsten ist der Südwesten der Insel ihr Haupfverbreitungsgebiet. Sie sind in dieser Dichte auf keiner anderen von Irlands küstennahen Inseln zu finden. Von den ursprünglich 53 Fulachta fiadh existieren noch 23 in intaktem oder weitgehend intaktem Zustand. Ihre Verteilung ist ungleichmäßig und zeigt eine Vorliebe für die östliche, der Hauptinsel zugewandten Seite. Ob dies auf topographische Faktoren zurückgeht, ist unbekannt.

### Skarvstenshöger
Skarvstenshöger stammen in Skandinavien hauptsächlich aus der jüngeren der Bronzezeit. Die Schlackenhaufen bestehen hauptsächlich aus feuergestrahlten und verkohlten Steinen, enthalten aber auch Hausmüll, Kohle, Ruß und scheinbar als Opfer niedergelegte Gegenstände. Sie kommen in allen Epochen vor und sind Hinweise bei der Suche nach Siedlungen im Ackerland. Es handelt sich wahrscheinlich um Kochsteine die erhitzt und in Behälter mit Wasser gelegt wurde. Auch in Kochgruben und gewöhnlichen Feuerstellen entstehen, wenn auch in geringerem Maße, Schlacken. Die Kohlenstoff-14-Datierung zeigt, dass ein Skarvstenshög über Jahrhunderte genutzt wurde. Warum sie in der Spätbronzezeit häufig sind und aufgetürmt wurden, ist unklar. Anders Kaliff hat Parallelen zu indischen Feuerkulten gezogen und vorgeschlagen, die Skarvstenshöger als Altäre zu betrachten.

## Verbreitung
Burnt Mounds sind insbesondere auf den Britischen Inseln, aber auch in Skandinavien (Åland-Inseln, Gotland und Ostschweden) und Teilen des Kontinents verbreitet. Derzeit gibt es mehr als 1900 Burnt mounds in Schottland, wobei die höchsten Konzentrationen in Caithness und Sutherland, in Dumfries und Galloway sowie auf Orkney und Shetland vorkommen. Hedges hält diese Verteilung für repräsentativ für die ursprüngliche Verbreitung. Während  Burnt mounds in Irland früh als eigenständige Denkmäler erkannt wurden, war dies in Schottland nicht der Fall, obwohl einige schottische Burnt mounds  Gegenstand von Untersuchungen waren (Black 1857, Hunt 1866). Sie wurden als Grabhügel identifiziert. Der erste explizite Hinweis auf einen „verbrannten Hügel“ kommt erst in den späten 1860er Jahren (Mitchell 1870). 1873 stellte Anderson eine Verbindung zwischen den Hügeln in Caithness und auf Shetland und der irischen Tradition her. Es gab aber weiter Zweifel hinsichtlich der Funktion und die anhaltende Interpretation in vielen der frühen Berichte ist, dass sie einen Teil einer Beerdigungstradition bilden. Nach der frühen Periode gab es wenige Untersuchungen von schottischen Burnt mounds (Hedges auf Orkney 1977) bis Hodder und Barfield (1991) über Burnt mounds schrieben.

## Datierung
Einige verbrannte Hügel datieren in die späte Jungsteinzeit, wie Watermead in Leicestershire. Die meisten stammen aus der Bronzezeit (2300–850 v. Chr.), mehrheitlich aus der mittleren bis späten Bronzezeit (etwa 1750–800 v. Chr.). Einige entstanden erst in der Eisenzeit (800 v. Chr.–43 n. Chr.) In Irland gibt es schriftliche Hinweise, die nahelegen, dass sie – oder ähnliche Gebilde – auch während der historischen Periode verwendet wurden. Glassery Wood, ein 1998 ausgegrabener Platz im Kilmartin Valley, ergab ein Mitteldatum 2800±300 v. Chr. Das Ergebnis entspricht einer steigenden Zahl von frühen Daten in Schottland. Für die irischen Plätze in County Cork liegen (zum Teil durch Funde bronzener Äxte) folgende Nutzungszeiträume vor:
- Killeen (Cork), (2 Plätze) frühe Bronzezeit,
- Millstreet, mittlere Bronzezeit
- Drombeg Stone Circle 5. Jahrhundert n. Chr.
- In Balla, County Mayo fand sich eine Fibel der späten Bronzezeit.
- Burnt Mound von Caherweelder 1 Radiokarbondaten aus der Spätbronzezeit